# Milka Maria Peña
Milka María Peña es una Dama de Blanco cubana que protesta pacíficamente por la condena y encarcelación de su marido Luis Enrique Ferrer García, condenado y encarcelado a 28 años de prisión por solicitar firmas para el Proyecto Varela y por ser dirigente del Movimiento Cristiano Liberación, un partido político de tendencia demócrata cristiana.
El Proyecto Varela pretende que el pueblo cubano pueda decidir sobre qué cambios legislativos deben realizarse para que se garantice la participación libre y responsable de la ciudadanía en la vida económica, social y política de la sociedad. 
La propia Constitución cubana vigente autoriza que particulares propongan leyes a la Asamblea Nacional Cubana siempre y cuando vengan avaladas por un determinado número de firmas. El Proyecto Varela consiguió obtener el número de firmas necesario para su presentación a la Asamblea pero el sistema bloqueó el procedimiento.
Milka María Peña y su hija María Libertad no son autorizadas a visitar a Luis Enrique más que muy esporádicamente pasando a veces más de nueve meses entre visitas. El régimen carcelario al que Luis Enrique está sometido es muy severo con prolongados periodos de incomunicación.
La condena a 28 años de prisión fue la más alta del grupo de los 75 y, según Milka María, se debe a que Luis Enrique se defendió personalmente y por solicitar al juez su firma para el Proyecto Varela. Paradójicamente, es interesante señalar que el propio Fidel Castro se defendió personalmente durante su proceso en los años cincuenta por el asalto al cuartel Moncada.